# Acacia paraensis
Acacia paraensis är en ärtväxtart som beskrevs av Adolpho Ducke. Acacia paraensis ingår i släktet akacior, och familjen ärtväxter. Inga underarter finns listade i Catalogue of Life.